# Enghave Station
Enghave Station var en S-togs-station på Høje Taastrup-banen i København. Stationen åbnede som Vesterfælledvej 1. december 1911 men skiftede navn til Enghave 1. oktober 1923. Stationen fik S-togs-betjening 1. november 1934, da S-banen blev forlænget fra København H til Valby. Fjerntogsperronerne blev nedlagt 26. maj 1941 i forbindelse med anlæg af det 4. hovedspor mellem Enghave og Valby.
På stationens sydlige side løber Vestbanen med fjernspor, mens der på den nordlige side løber sporene til den nu nedlagte godsstation Station Hof, der betjente bryggeriet Carlsberg. Disse spor er delvist fjernede og delvist tilgroede. Der var nedgang til perronen fra Enghavevej og ad gangbro fra Sønder Boulevard over spor 4 ned til perronen.
Efter at Carlsberg har nedlagt de fleste af bryggeriaktiviteterne i København, bliver deres grund til en ny bydel. I den forbindelse blev Enghave Station erstattet af en ny station et par hundrede meter mod vest, hvor Station Hof lå tidligere. Den nye station, der fik navnet Carlsberg Station, erstattede Enghave Station 3. juli 2016.

## Galleri
- Wikimedia Commons har flere filer relateret til Enghave Station

- Stationen set fra Enghavevej.
- Nedgang fra Enghavevej.
- Perronen set fra øst.
- Indgangen fra Sønder Boulevard.

## Antal rejsende
Ifølge Østtællingen var udviklingen i antallet af dagligt afrejsende:
| År   | Antal | År   | Antal | År   | Antal | År   | Antal |
| ---- | ----- | ---- | ----- | ---- | ----- | ---- | ----- |
| 1957 | 4.107 | 1974 | 3.224 | 1991 | 3.973 | 2001 | 3.088 |
| 1960 | 4.095 | 1975 | 2.975 | 1992 | 3.704 | 2002 | 3.071 |
| 1962 | 3.932 | 1977 | 3.204 | 1993 | 3.550 | 2003 | 3.311 |
| 1964 | 4.237 | 1979 | 4.068 | 1995 | 3.347 | 2004 | 3.412 |
| 1966 | 4.200 | 1981 | 4.354 | 1996 | 3.635 | 2005 | 3.514 |
| 1968 | 4.149 | 1984 | 3.857 | 1997 | 3.541 | 2006 | 3.170 |
| 1970 | 4.430 | 1987 | 3.918 | 1998 | 3.368 | 2007 | 3.244 |
| 1972 | 3.972 | 1990 | 3.968 | 2000 | 3.192 | 2008 | 3.690 |